# Alastair Kellock
Alastair Kellock (ur. 14 czerwca 1981 w Bishopbriggs w East Dunbartonshire w Szkocji) – szkocki rugbysta występujący w Glasgow Warriors a także w szkockiej drużynie narodowej. W 2009 był kapitanem zwycięskiego zespołu narodowego w meczu z Australią. Funkcję kapitana pełnił również podczas Pucharu Sześciu Narodów w 2011. 
W drużynie narodowej debiutował 6 listopada 2004 podczas meczu z Australią na Murrayfield.